# Danny Chilean
Javier Astudillo Zapata, más conocido por su nombre artístico Danny Chilean (Mejillones, 22 de diciembre de 1940-Santiago, 30 de enero de 2014), fue un compositor, cantante y músico chileno, exponente de la Nueva ola. Fue padre de Alain Johannes, guitarrista de rock internacional.

## Trayectoria
Comenzó su trayectoria cuando obtuvo el primer lugar en un concurso para músicos aficionados en Radio Cooperativa de Antofagasta en 1959; posteriormente, viajó a Santiago en 1961 para estudiar contabilidad y, al mismo tiempo, probar suerte en el ámbito musical.
Fue el primer artista de la nueva ola chilena en componer una canción original: «Verónica». Al reverso de su primer disco, venía «Corrina, Corrina», el clásico de Ray Peterson. Ambas canciones salieron al mercado en el otoño de 1961. Le siguieron ese mismo año Un poquito de amor, Norma y Más de lo que tu crees, todas aún en inglés.
En la explosión del idioma español en Chile en 1962, grabó con gran éxito «Josefina», «Fenomenal», «Ay Josefina» e «Isabelita». Entre 1963 y 1966, grabó canciones como «Caminemos», «Por culpa de la bossa nova», «July no me quiere más», «Sussy o Lucy», «Rita que linda eres», «La pollita», «Inés», «Playa, playa» y «Cara mía». Además de Chile, alcanzó éxito en Argentina y Uruguay. Una de sus canciones más conocidas fue «Josefina», el primer hit de rock and roll cantado en español.
Durante su carrera recibió diferentes reconocimientos como los del programa Discomanía, la Asociación de Radiodifusores de Chile y la revista Ecran. También fue socio fundador y permanente de la Sociedad Chilena del Derecho de Autor.

## Últimos años y muerte
Su último proyecto fue la película Un concierto inolvidable, donde compartió pantalla con otros cantantes de la nueva ola, como Luis Dimas, Cecilia, Luz Eliana, Peter Rock y Buddy Richard. La cinta, dirigida por Elías Llanos, fue estrenada de manera póstuma en mayo de 2014.
Falleció la mañana del 30 de enero de 2014, víctima de un cáncer. Fue realizada una misa ese mediodía en la Iglesia Natividad del Señor, ubicada cerca de Plaza Egaña y el funeral a partir de las 14:30 horas en el Parque del Recuerdo en Huechuraba.

## Discografía
- ¿Cuál de ellas? (1965)
- Sólo fue ayer (1967)
- Antes de la lluvia (1981)
- Guitarra en mano (1997)
- Canta-autor (1998)